# 蘇成田
蘇成田（1946年7月22日－），臺灣觀光學者，臺灣省台中縣人。現任中華國際會議展覽協會榮譽理事長、財團法人台灣觀光協會副會長、中華民國交通部觀光局「Tourism 2030台灣觀光政策白皮書案」計畫主持人、中華大學講座教授暨觀光學院榮譽院長。曾任中華民國交通部觀光局局長、副局長、東部海岸國家風景區管理處首任處長，中華大學觀光學院創院院長、台北國際旅展籌備委員會主任委員、中華國際會議展覽協會理事長、副理事長、中華民國國際青年之家協會榮譽理事長。2021年執行外交任務，在疫情期間，代表財團法人台灣觀光協會，隨同中東歐經貿訪問團，拜會還未有邦交的捷克、斯洛伐克、立陶宛、愛沙尼亞、拉脫維亞政要，代表中華民國政府，與其簽訂簽觀光合作MOU，貢獻卓著。

## 生平

### 求學
蘇成田早年就學於中興大學土木系，1971年前往泰國攻讀亞洲理工學院(AIT)系統工程研究所，取得工程碩士學位。1984年他獲派前往德國多特蒙德大學(Dortmund University)進修，研習德國之國土空間計畫制度。

### 公職
蘇成田至AIT留學前曾在交通部臺灣鐵路管理局擔任工程員，參與七堵調車場工程建設一年。
1970年考取經濟部公營事業人員考試，分派在臺灣電力公司企劃處擔任實習工程師，但三個月後因申請獲得AIT的獎學金而離職出國留學。1972年完成學業回國，即進入當時的行政院經合會任職，從事台灣地區綜合開發計畫、國民住宅計畫等規劃推動工作。
1988年轉任交通部觀光局轄下之東部海岸國家風景區管理處長，在任近九年時間，以有系統之規劃方式，策劃東海岸與綠島的觀光建設，將東海岸打造成觀光勝地，促進東部觀光產業之發展。1996年升任為觀光局副局長，2002年接任局長。在局長任內之主要政績包括新設北海岸及觀音山、雲嘉南濱海國家風景區，起草、執行行政院的「觀光客倍增計畫」，推動旅館業、民宿、及溫泉法之立法，建置「台灣觀光巴士」系統，旅遊服務中心系統，擬定呈核訂名「臺灣燈會」，以建立台灣節慶國際品牌，利後續旅遊目的地盛會行銷宣傳。並以「Taiwan - Touch Your Heart」及「2004台灣觀光年」積極進行台灣觀光之國際行銷。任內並處理2003年之SARS疫情嚴重衝擊觀光之危機，及政府放寬中國大陸地區人民來台觀光限制，因應來台陸客觀光之管理問題。

### 教職
蘇成田在2005年從公職退休後，隨交通部長官張家祝常務次長步入學界，聯袂至中華大學執教，並負責籌辦觀光學院。2007年觀光學院成立，為新竹地區第一個觀光學院，同時也在學院內開設臺灣第一個培養會展專業人才之觀光與會議展覽學士學程，開啟大學會展教育(Event Management Education)之門。

## 外部連結
- 蘇成田在中華大學網頁 （页面存档备份，存于）